# 王江峰
王江峰（1970年2月7日—），山东省招远市人，网名转莲，维权公民，中国在押维权人士。

## 简历
- 曾是招远市蚕庄供销社主任，2003年被因职务侵占罪判刑6个月，缓刑一年。王不服判决，坚持上访申诉，被多次行政拘留。[2]
- 2013年被当局处以“劳教一年”，理由是王江峰到位于北京的联合国开发署上访。[2]

## 诋毁、谩骂、敌视中国领导人被判刑两年
2017年4月7日，山东省招远市法院以“寻衅滋事罪”判处王江峰有期徒刑两年。当局指控王江峰在微信和QQ软件聊天群，多次发表诋毁、谩骂、敌视前任和现任国家领导人的言论。王江峰辩护人之一的李永恒律师星期四对美国之音表示，王江峰的言论应当在宪法保护的言论自由范围内，不构成犯罪。

## 家庭
- 妻子孙文娟。[2]
- 妹妹王江云。[2]